# Miguel Samudio
Miguel Ángel Ramón Samudio (Capiatá, 1986. augusztus 24. –) válogatott paraguayi labdarúgó, hátvéd.

## Pályafutása

### Klubcsapatban
2007–08-ban a Sol de América, 2008 és 2014 között a Libertad labdarúgója volt. 2014-ben kölcsönben a brazil Cruzeiro csapatában szerepelt. 2015 és 2017 között a mexikói América, 2018–19-ben a Querétaro játékosa volt. 2019-ben hazatért Paraguayba. 2019–20-ban a Club Olimpia, 2020-ban a Sol de América, 2021-ben a Sportivo Luqueño, 2022-ben a Libertad labdarúgója volt. 2003 óta a montevideói Liverpool játékosa.

### A válogatottban
2009 és 2017 között 41 alkalommal szerepelt a paraguayi válogatottban és egy gólt szerzett.

## Sikerei, díjai
Libertad
- Paraguayi bajnokság (Primera Divisón)
  - bajnok: 2008 Clausura, 2010

 Cruzeiro
- Mineirão bajnokság
  - bajnok: 2014
- Brazil bajnokság (Brasileirão)
  - bajnok: 2014

 Amércia
- CONCACAF-bajnokok ligája
  - győztes (2): 2014–15, 2015–16

 Club Olimpia
- Paraguayi bajnokság (Primera Divisón)
  - bajnok: 2019 Apertura, 2019 Clausura